# Luigi Tasselli
Luigi Tasselli (né le 20 octobre 1901 à Virgilio et mort le 5 novembre 1971 à Mantoue) est un coureur cycliste italien. Lors des Jeux olympiques de 1928 à Amsterdam, il a remporté la médaille d'or de la poursuite par équipes avec Cesare Facciani, Giacomo Gaioni et Mario Lusiani.

## Palmarès
- 1928
  -  Champion olympique de poursuite par équipes (avec Cesare Facciani, Giacomo Gaioni et Mario Lusiani)
- 1929
  - Gran Premio San Gottardo
- 1930
  - Gran Premio San Gottardo